# Паладин
Паладин (Paladin; мн.ч. Paladine от лат. palatinus) е название на висш придворен, благородник с особена почит, най-често рицар, на двора на римските и византийски императори.
Името произлиза от римския хълм Палатин, където са живели императорите.
През Средновековието са се определяли 7 паладини или курфюрсти, които трябва да избират краля и да го заместват, когато не е в града. Наричат ги пфалцграфове.
Според поемата „Песен за Ролан“ Карл Велики имал 12 Паладини:
- Роланд, племенник на Карл Велики и главен герой на историята;
- Оливер, приятел на Роланд;
- Жерин, Гѐриер, Бѐренгиер, Отон, Самсон, Енгелиер, Ивон, Ивоаре, Ансѐис, Гирард (Gérin, Gérier, Bérengier, Otton, Samson, Engelier, Ivon, Ivoire, Anséis, Girard)

Паладини се наричат и рицарите на Кръглата маса на крал Артур.
В по-ново време Хитлер също нарича „Paladin“ втория човек в държавата Херман Гьоринг.